# 巴尼芬河

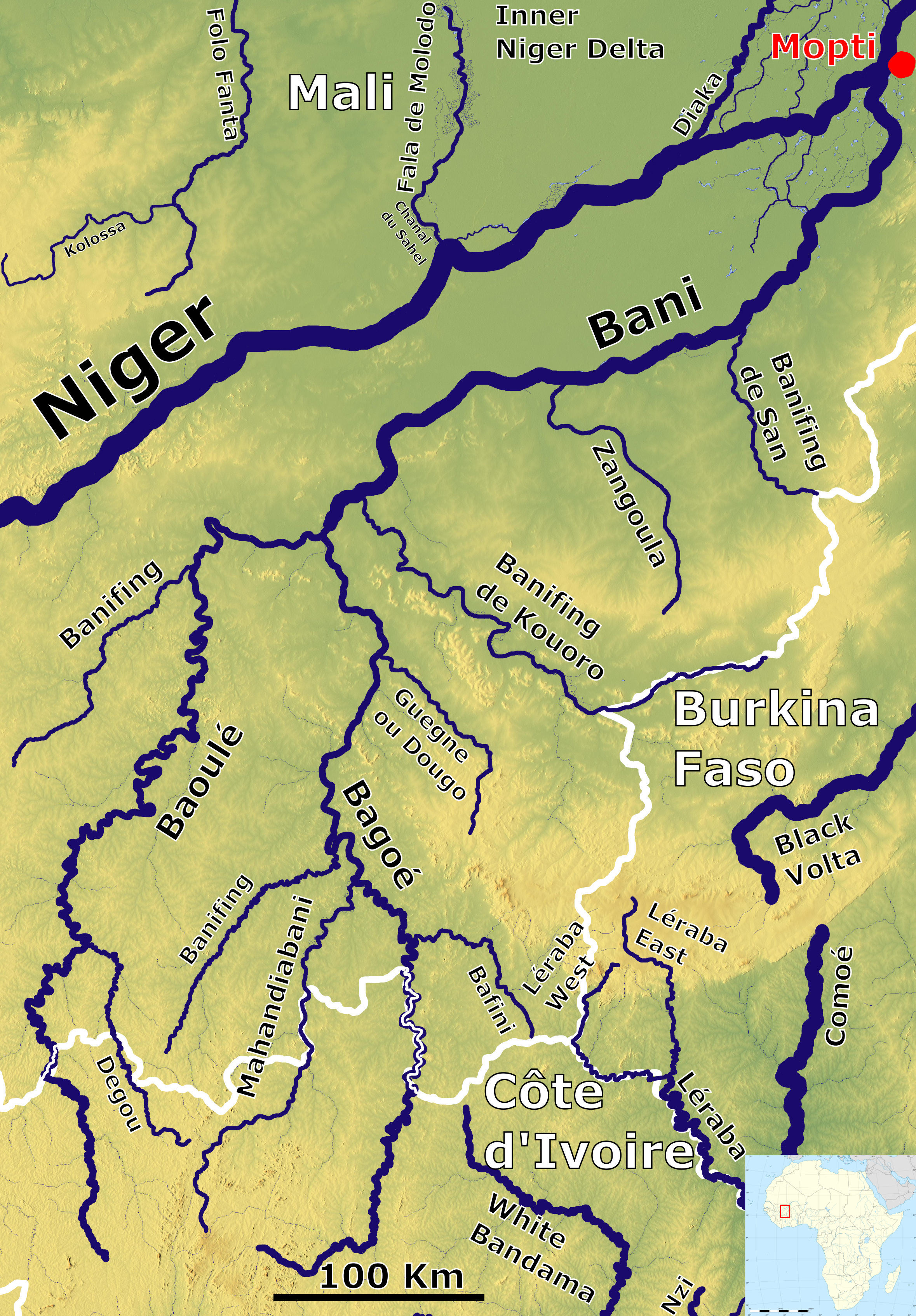
巴尼芬河流经图

巴尼芬河（法語：Banifing）是西非的河流，屬於巴尼河的支流，發源自布基納法索，然後成為其與馬里接壤的邊界，最後流入馬里境內。巴尼芬河也是錫卡索和庫利科羅之間的界線。